# Maldivernas riksvapen
I Maldivernas riksvapen ser man två nationsflaggor, en dadelpalm och islams stjärna och halvmåne. Inskriptionen ger statens namn.